# Химна Кеније
Песма О Боже створитељу свега (свах. Ee Mungu Nguvu Yetu, енгл. O God of all creation) је национална химна Републике Кеније. Компонована је на основама народних мелодија.

## Текст
Ee Mungu nguvu yetu

Ilete baraka kwetu

Haki iwe ngao na mlinzi

Natukae na undugu

Amani na uhuru

Raha tupate na ustawi.
Amkeni ndugu zetu

Tufanye sote bidii

Nasi tujitoe kwa nguvu

Nchi yetu ya Kenya

Tunayoipenda

Tuwe tayari kuilinda.
Natujenge taifa letu

Ee, ndio wajibu wetu

Kenya istahili heshima

Tuungane mikono

Pamoja kazini

Kila siku tuwe na shukrani.